# رودری (بازیکن فوتبال، زاده ۱۹۸۶)
رودری (انگلیسی: Rodri؛ زادهٔ ۷ مارس ۱۹۸۶) بازیکن فوتبال اهل اسپانیا است.
از باشگاه‌هایی که در آن بازی کرده‌است می‌توان به باشگاه فوتبال رئال بتیس اشاره کرد.